# Stany Zjednoczone na Letnich Igrzyskach Olimpijskich 2000
Stany Zjednoczone na Letnich Igrzyskach Olimpijskich 2000 reprezentowało 586 zawodników, 333 mężczyzn i 253 kobiety.

## Zdobyte medale
| Medal  | Zawodnik | Dyscyplina           | Konkurencja                                 |
| ------ | --- | -------------------- | ------------------------------------------- |
| Złoto  | Maurice Greene | Lekkoatletyka        | bieg na 100 m                               |
| Złoto  | Michael Johnson | Lekkoatletyka        | bieg na 400 m                               |
| Złoto  | Angelo Taylor | Lekkoatletyka        | bieg na 400 m przez płotki                  |
| Złoto  | Nick Hysong | Lekkoatletyka        | skok o tyczce                               |
| Złoto  | Stacy Dragila | Lekkoatletyka        | skok o tyczce                               |
| Złoto  | Jon Drummond Bernard Williams Brian Lewis Maurice Greene Tim Montgomery (eliminacje) Kenny Brokenburr (eliminacje) | Lekkoatletyka        | sztafeta 4x100 m                            |
| Złoto  | Tim Young Ernie Young Todd Williams Brad Wilkerson Ben Sheats Bobby Seay Anthony Sauders Jon Rouch Roy Oswalt Mike Neill Doug Mientkiewicz Rick Krivda Mike Kinkade Marcus Jensen Shane Heams Chris George Ryan Franklin Adam Everett Travis Dawkins John Cotton Sean Burroughs Pat Borders Kurt Ainsworth Brent Abernathy | Baseball             |                                             |
| Złoto  | Steve Smith Gary Payton Vince Carter Ray Allen Vin Baker Kevin Garnett Tim Hardaway Allan Houston Jason Kidd Antonio McDyess Alonzo Mourning Shareef Abdur-Rahim | Koszykówka           |                                             |
| Złoto  | Ruthie Bolton-Holifield Teresa Edwards Yolanda Griffith Chamique Holdsclaw Lisa Leslie Nikki McCray DeLisha Milton-Jones Katie Smith Dawn Staley Sheryl Swoopes Natalie Williams Kara Wolters | Koszykówka           |                                             |
| Złoto  | Dain Blanton Eric Fonoimoana | Siatkówka            | Siatkówka plażowa                           |
| Złoto  | Marty Nothstein | Kolarstwo            | Sprint                                      |
| Złoto  | Laura Wilkinson | Skoki do wody        | Platforma - 10 m                            |
| Złoto  | David O’Connor | Jeździectwo          | WKKW                                        |
| Złoto  | Magnus Liljedahl Mark Reynolds | Żeglarstwo           | Klasa Star                                  |
| Złoto  | Nancy Napolski-Johnson | Strzelectwo          | Strzelanie od ruchomej tarczy z 10 m kobiet |
| Złoto  | Laura Berg Lisa Fernandez Lori Harrigan Michele Smith Christie Ambrosi Jennifer Brundage Crystl Bustos Sheila Cornell Danielle Henderson Jennifer McFalls Stacey Nuveman Leah O’Brien Dot Richardson Michelle Venturella Christa Lee Williams                                                                              | Softball             |                                             |
| Złoto  | Anthony Ervin | Pływanie             | 50 m stylem dowolnym mężczyzn               |
| Złoto  | Gary Hall Jr. | Pływanie             | 50 m stylem dowolnym mężczyzn               |
| Złoto  | Lenny Krayzelburg | Pływanie             | 100 m stylem grzbietowym mężczyzn           |
| Złoto  | Lenny Krayzelburg | Pływanie             | 200 m stylem grzbietowym mężczyzn           |
| Złoto  | Tom Malchow | Pływanie             | 200 m stylem motylkowym mężczyzn            |
| Złoto  | Tom Dolan | Pływanie             | 400 m stylem zmiennym mężczyzn              |
| Złoto  | Lenny Krayzelburg Ian Crocker Ed Moses Gary Hall Jr. | Pływanie             | 4x100 m stylem zmiennym mężczyzn            |
| Złoto  | Brooke Bennett | Pływanie             | 400 m stylem dowolnym kobiet                |
| Złoto  | Brooke Bennett | Pływanie             | 800 m stylem dowolnym kobiet                |
| Złoto  | Megan Quann | Pływanie             | 100 m stylem klasycznym kobiet              |
| Złoto  | Misty Hyman | Pływanie             | 200 m stylem motylkowym kobiet              |
| Złoto  | Amy Van Dyken Courtney Shealy Jenny Thompson Dara Torres | Pływanie             | 4x100 m stylem dowolnym kobiet              |
| Złoto  | Diana Munz Samantha Arsenault Jenny Thompson Lindsay Benko | Pływanie             | 4x200 m stylem dowolnym kobiet              |
| Złoto  | Barbara Bedford Megan Quann Jenny Thompson Dara Torres | Pływanie             | 4x100 m stylem zmiennym kobiet              |
| Złoto  | Steven López | Taekwondo            | Waga lekka (68 kg)                          |
| Złoto  | Venus Williams | Tenis ziemny         | Gra pojedyncza kobiet                       |
| Złoto  | Venus Williams Serena Williams | Tenis ziemny         | Gra podwójna kobiet                         |
| Złoto  | Tara Nott-Cunningham | Podnoszenie ciężarów | Kategoria do 48 kg                          |
| Złoto  | Brandon Slay | Zapasy               | Kategoria 76 kg w stylu wolnym              |
| Złoto  | Rulon Gardner | Zapasy               | Kategoria 130 kg w stylu klasycznym         |
| Srebro | Vic Wunderle | Łucznictwo           | Konkurs indywidualny mężczyzn               |
| Srebro | Alvin Harrison | Lekkoatletyka        | 400 m mężczyzn                              |
| Srebro | Terrence Trammell | Lekkoatletyka        | 110 m przez płotki mężczyzn                 |
| Srebro | Lawrence Johnson | Lekkoatletyka        | skok o tyczce                               |
| Srebro | Adam Nelson | Lekkoatletyka        | pchnięcie kulą                              |
| Srebro | Ricardo Juarez | Boks                 | waga piórkowa (57 kg)                       |
| Srebro | Ricardo Williams | Boks                 | waga lekkopółśrednia (63,5 kg)              |
| Srebro | Mari Holden | Kolarstwo            | Jazda indywidualna na czas kobiet           |
| Srebro | Brandi Chastain Lorry Fair Joe Fawcett Julie Foudy Mia Hamm Kristine Lilly Shannon MacMillan Tiffeny Milbrett Siri Mullinix Cindy Parlow Christie Pearce-Rampone Nikki Serlenga Kate Sobrero-Markgraf | Piłka nożna          | Turniej kobiet                              |
| Srebro | Emily de Riel | Pięciobój nowoczesny | Turniej kobiet                              |
| Srebro | Ted Murphy Sebastian Bea | Wioślarstwo          | Dwójka bez sternika mężczyzn                |
| Srebro | Bob Merrick Paul Foerster | Żeglarstwo           | Klasa 470                                   |
| Srebro | Jennifer Isler Sarah Glaser | Żeglarstwo           | Klasa 470                                   |
| Srebro | Aaron Peirsol | Pływanie             | 200 m stylem grzbietowym                    |
| Srebro | Ed Moses | Pływanie             | 100 m stylem klasycznym                     |
| Srebro | Tom Dolan | Pływanie             | 200 m stylem zmiennym                       |
| Srebro | Erik Vendt | Pływanie             | 400 m stylem zmiennym                       |
| Srebro | Neil Warker Anthony Ervin Gary Hall Jr. Jason Lezak | Pływanie             | 4x100 m stylem dowolnym                     |
| Srebro | Jamie Rauch Josh Davis Scott Goldblatt Klete Keller | Pływanie             | 4x200 m stylem dowolnym                     |
| Srebro | Diana Munz | Pływanie             | 400 m stylem dowolnym                       |
| Srebro | Kirsty Kowal | Pływanie             | 200 m stylem klasycznym                     |
| Srebro | Robin Beauregard Ellen Estes Courtney Johnson Erika Lorenz Heather Moody Mo O’Toole Berwice Orwig Nicole Payne Heather Petri Kathy Sheehy Coralie Simmons Julie Swail-Ertel Brenda Villa | Piłka wodna          | Turniej kobiet                              |
| Srebro | Sammie Henson | Zapasy               | Kategoria 54 kg w stylu wolnym              |
| Srebro | Matt Lindland | Zapasy               | Kategoria 76 kg w stylu klasycznym          |
| Brąz   | Vic Wunderle Butch Johnson Rod White | Łucznictwo           | Konkurs drużynowy mężczyzn                  |
| Brąz   | Mark Crear | Lekkoatletyka        | 110 m przez płotki                          |
| Brąz   | John Godina | Lekkoatletyka        | Pchnięcie kulą                              |
| Brąz   | Chris Huffins | Lekkoatletyka        | Dziesięciobój                               |
| Brąz   | Melissa Morrison-Howard | Lekkoatletyka        | 100 m przez płotki                          |
| Brąz   | Clarence Vinson | Boks                 | Waga kogucia (do 54 kg)                     |
| Brąz   | Jermain Taylor | Boks                 | Waga lekkośrednia (do 71 kg)                |
| Brąz   | Lance Armstrong | Kolarstwo            | Wyścig indywidualny                         |
| Brąz   | Nina Fout Karen O’Connor David O’Connor Linden Wiesman | Jeździectwo          | WKKW drużynowo                              |
| Brąz   | Susan Blinks Robert Dover Guenter Seidel Christine Traurig | Jeździectwo          | Dresaż drużynowo                            |
| Brąz   | Christine Collins Sarah Garner | Wioślarstwo          | Dwójka podwójna wagi lekkiej kobiet         |
| Brąz   | Karen Kraft Missy Schwen-Ryan | Wioślarstwo          | Dwójka bez sternika kobiet                  |
| Brąz   | Jonathan i Charlie McKee | Żeglarstwo           | Klasa 49er                                  |
| Brąz   | Todd Graves | Strzelectwo          | Rzutki - skeet                              |
| Brąz   | Kim Rhode | Strzelectwo          | Rzutki - trap podwójny                      |
| Brąz   | Gary Hall Jr. | Pływanie             | 100 m stylem dowolnym                       |
| Brąz   | Klete Keller | Pływanie             | 400 m stylem dowolnym                       |
| Brąz   | Chris Thompson | Pływanie             | 800 m stylem dowolnym                       |
| Brąz   | Tom Wilkens | Pływanie             | 200 m stylem zmiennym                       |
| Brąz   | Dara Torres | Pływanie             | 50 m stylem dowolnym                        |
| Brąz   | Dara Torres | Pływanie             | 100 m stylem dowolnym                       |
| Brąz   | Jenny Thompson | Pływanie             | 100 m stylem dowolnym                       |
| Brąz   | Kaitlin Sandeno | Pływanie             | 800 m stylem dowolnym                       |
| Brąz   | Amanda Beard | Pływanie             | 200 m stylem klasycznym                     |
| Brąz   | Dara Torres | Pływanie             | 100 m stylem motylkowym                     |
| Brąz   | Cristina Teuscher | Pływanie             | 200 m stylem zmiennym                       |
| Brąz   | Michael Chang | Tenis ziemny         | Turniej indywidualny mężczyzn               |
| Brąz   | Cheryl Haworth | Podnoszenie ciężarów | Kategoria +75 kg                            |
| Brąz   | Terry Brands | Zapasy               | Kategoria 58 kg w stylu wolnym              |
| Brąz   | Lincoln McIlrawy | Zapasy               | Kategoria 69 kg w stylu wolnym              |
| Brąz   | Garrett Lowney | Zapasy               | Kategoria 97 kg w stylu klasycznym          |